# Paradidactylia madibiranus
Paradidactylia madibiranus är en skalbaggsart som beskrevs av Rudolph Petrovitz 1964. Paradidactylia madibiranus ingår i släktet Paradidactylia och familjen Aphodiidae. Inga underarter finns listade i Catalogue of Life.